# Bulbonaricus davaoensis
Bulbonaricus davaoensis és una espècie de peix de la família dels singnàtids i de l'ordre dels singnatiformes.

## Morfologia
- Els mascles poden assolir 4,3 cm de longitud total.[4][5]

## Reproducció
És ovovivípar i el mascle transporta els ous en una bossa ventral, la qual es troba a sota de la cua.

## Hàbitat
És un peix marí de clima tropical i associat als esculls de corall.

## Distribució geogràfica
Es troba a prop de Mombasa (Kenya) i des de les Filipines fins a Fiji.